# تریل راثری
تریل راثری (انگلیسی: Teryl Rothery؛ زادهٔ ۹ نوامبر ۱۹۶۲) یک هنرپیشه، و صدا پیشه اهل کانادا است. وی از سال ۱۹۸۰ میلادی تاکنون مشغول فعالیت بوده‌است.

## بخشی از فیلمشناسی
| سال  | عنوان                 | نقش                      | توضیحات                                                                |
| ---- | --------------------- | ------------------------ | ---------------------------------------------------------------------- |
| ۱۹۸۷ | رانما ۱/۲             | Kodachi Kuno             | صدا در دوبله نسخه انگلیسی تا فصل ۵ام                                   |
| ۱۹۹۴ | پرونده‌های اکس         | Michelle Charters        | اپیزود: "Excelsis Dei"                                                 |
| ۱۹۹۵ | دراگون بال            | Mai                      |                                                                        |
| ۱۹۹۶ | اینویاشا              | Princess Abi             |                                                                        |
| ۱۹۹۷ | دروازه ستارگان اس‌جی-۱ | Janet Fraiser            | فصل‌های ۱–۷، ۹                                                          |
| ۲۰۰۲ | دروازه ستارگان اس‌جی-۱ | Heimdall                 | صدا در "Revelations"                                                   |
| ۲۰۰۶ | کایل ایکس‌وای          | Carol Bloom              | ۲۰۰۶–۲۰۰۹                                                              |
| ۲۰۰۷ | غیب‌گو                 | Glenda                   | اپیزود: " He Loves Me, He Loves Me Not, He Loves Me, Oops He's Dead ." |
| ۲۰۰۷ | سوپرنچرال             | Unnamed Medical Examiner | اپیزود: "فهرست قسمت‌های سوپرنچرال"                                      |
| ۲۰۱۱ | حرف، حرف رودریکه      | Mrs. Kohan               |                                                                        |
| ۲۰۱۳ | پیکان                 | Jean Loring              | اپیزود: "Broken Dolls"                                                 |
| ۲۰۱۵ | سوپرنچرال             | Olivette                 | اپیزود: "Paint it Black"                                               |